# Han Han
Han Han (韩寒, nacido el 23 de septiembre de 1982, Shanghái) es un cantante, autor de best-seller, piloto profesional de automovilismo y autor de la revista "App" chino. 

## Carrera
Se hizo popular tras participar en un evento llamado "Blogger", que fue uno de sus primeros inicios para darse a conocer al resto del mundo. 
En mayo de 2010, Han Han ha sido nominado como una de las personalidades más influyentes del mundo, según por la revista "Time". En septiembre de 2010, la revista británica "New Statesman", publicó a Han Han en el puesto #48 de la lista de "Las 50 figuras más influyentes en el mundo de 2010".

### Música
También ha incursionado en el mundo de la música y el canto, dándose a conocer también como un cantante profesional.
R-18 es el primer álbum de Han Han. Fue lanzado el 26 de septiembre de 2006 por ShangHai ToWing Culture Development Co., Ltd.

## Filmografía

### Programas de variedades
| Año  | Programa   | Notas    |
| ---- | ---------- | -------- |
| 2017 | Happy Camp | invitado |

## Discografía
| N.º | Título                         | Letras              | Música                        | Duración |  |
| 1.  | «最好的事情» (The Best Things) | Han Han (韩寒)      | Chang Shilei (常石磊)         | 4:07     |  |
| 2.  | «私奔» (Elopement)             | Han Han (韩寒)      | An Dong, Qi Fang (安栋、齐放) | 3:30     |  |
| 3.  | «偶像» (Idol)                  | Han Han (韩寒)      | Liu Tong (刘彤)               | 4:12     |  |
| 4.  | «春光» (Spring Day)            | Han Han (韩寒)      | Liu Tong (刘彤)               | 4:10     |  |
| 5.  | «混世» (Bumming)               | Han Han (韩寒)      | Liu Tong (刘彤)               | 4:14     |  |
| 6.  | «空城计» (Empty Fort Strategy) | Han Han (韩寒)      | Wei Zhishu(未知数)            | 3:53     |  |
| 7.  | «最差的时光» (The Worst Time)  | Han Han (韩寒)      | Chang Shilei (常石磊)         | 3:20     |  |
| 8.  | «无题» (Untitled)              | Han Han (韩寒)      | An Yang, An Dong (宋阳、安栋) | 4:01     |  |
| 9.  | «追梦人» (Dreamer)             | Lo Ta-yu (罗大佑)   | Lo Ta-yu (罗大佑)             | 4:15     |  |
| 10. | «我» (I)                       | Albert Leung (林夕) | Leslie Cheung (张国荣)        | 3:25     |  |

## Lecturas
- China Digital Times: Han Han page
- Han Han Digest: English translations of selected writings by the world's most popular blogger.
- (en chino) 韓寒  比「80後」更輕盈的標籤 Google translation
- (en chino) Google translationArchivado el 28 de febrero de 2009 en Wayback Machine.
- (en chino) 好萊塢“不倫男主角”鎖定韓寒 Google translation